# Аруна, Квадри
Квадри Аруна (род. 9 августа 1988, Ойо, Ойо) — нигерийский игрок в настольный теннис, входит в число сильнейших игроков мира. Многократный медалист Игр Содружества. В 2022 году Квадри Аруна стал первым игроком в настольный теннис из Африки, который вошёл в 10 сильнейших игроков мира по версии ITTF. Двукратный обладатель Кубка Африки, двукратный чемпион Африки.

## Биография
- В 2012 году Квадри Аруна участвовал в Летних Олимпийских играх 2012 в составе команды Нигерии.
- В 2014 году на Играх Содружества Квадри Аруна завоевал бронзовую медаль в составе команды Нигерии[5].
- В 2016 году Квадри Аруна выиграл «2016 ITTF-Africa TOP 16 Cup» в городе Хартум[2].
- В 2016 году Квадри Аруна выступал на Летних Олимпийских играх 2016, где в одиночном разряде дошел до стадии четвертьфиналов[6].
- В 2017 году выиграл Кубок Африки во второй раз[7].
- В 2018 году Квадри Аруна выиграл чемпионат Африки в Порт-Луи и был выбран спортсменом года по версии ITTF[8].
- На Играх Содружества 2018 Аруна завоевал две серебряные медали, в одиночном разряде и в командном[9].
- В 2020 году Квадри Аруна участвовал в Летних Олимпийских играх 2020 в составе команды Нигерии, был знаменосцем команды[10].
- В 2022 году в Алжире (город) Квадри Аруна второй раз выиграл чемпионат Африки[4].

### Клубная карьера
С 2023 года Квадри Аруна играет за оренбургский клуб «Факел-Газпром».

## Стиль игры
Квадри Аруна правша, играет в атакующем стиле. Знаменит своей мощной атакой справа в неклассическом исполнении.